# Mullach Fraoch-choire
Der Mullach Fraoch-choire ist ein 1102 Meter hoher Berg in den schottischen Highlands. Der gälische Name des als Munro eingestuften Gipfels bedeutet Berg des Heidekars. Er ist Teil einer Bergkette zwischen dem Glen Affric und Loch Cluanie, die insgesamt fünf Munros aufweist. Vier dieser Gipfel, außer dem Mullach Fraoch-choire der A’ Chràlaig, der Sgùrr nan Conbhairean und der Sàil Chaorainn, werden als Cluanie Horseshoe oder South Affric Horseshoe bezeichnet, da sie über einen gemeinsamen, sich nach Norden hufeisenförmig öffnenden Grat miteinander verbunden sind. Der Mullach Fraoch-choire stellt den nordwestlichen Eckpunkt des Hufeisens dar. Nach Nordosten läuft der Berg in einen 1047 Meter hohen Vorgipfel aus, während sich der Nordwestgrat sanft in das Glen Affric absenkt.  Westlich fällt der Berg steil in ein Tal ab, das nach Norden vom Allt a' Chomhlain entwässert, nach Süden vom An Caorann Mor. Es trennt das Cluanie Horseshoe von den sich westlich anschließenden Five Sisters of Kintail.

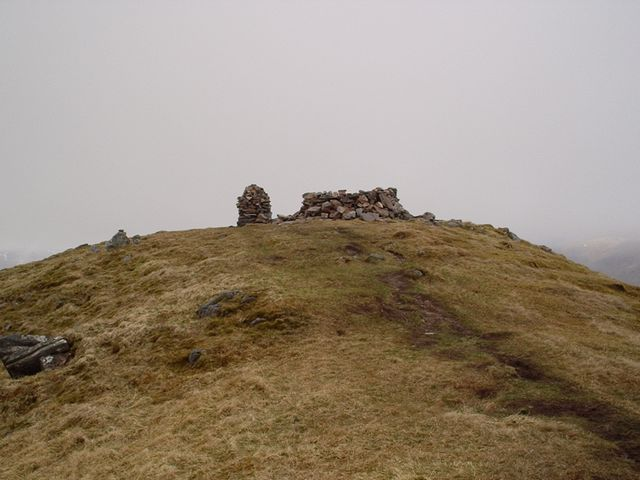
Cairn auf dem Gipfel des Mullach Fraoch-choire

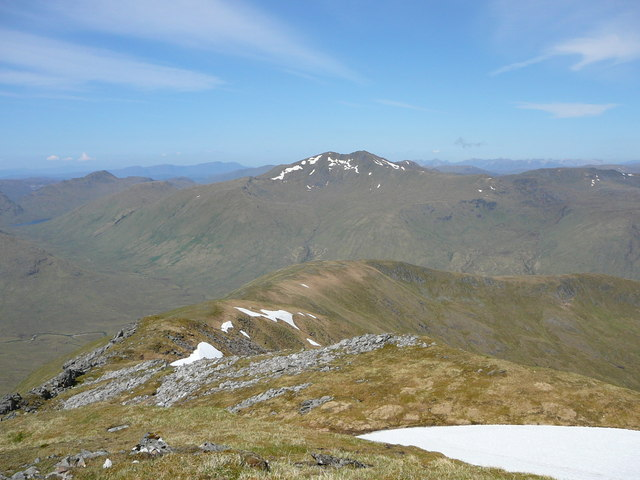
Blick vom Gipfel über den Nordwestgrat, im Hintergrund der Sgùrr nan Ceathreamhnan

Erreichbar ist der Gipfel zum einen von Süden, wo das Hotel Cluanie Inn an der A87 der Ausgangspunkt ist. Meist wird der Aufstieg mit dem Weg auf den südlich liegenden A’ Chràlaig kombiniert, allerdings erfordert der felsige Grat zwischen beiden Gipfeln das Überklettern mehrerer Felsnadeln und ist teilweise ausgesetzt. Von Norden kann der Berg aus dem Glen Affric bestiegen werden, wobei aufgrund der großen Entfernungen zur nächsten öffentlichen Straße westlich von Cannich meist die nur zu Fuß erreichbare Jugendherberge Alltbeithe als Ausgangspunkt dient.